# Svenska mästerskapen i atletisk fitness
Svenska mästerskapen i atletisk fitness anordnas årligen av Svenska kroppskulturförbundet (SKKF). Tävlingen brukar vara indelad i fyra olika klasser efter kön och kroppslängd: en lång respektive kort herrklass samt en lång respektive kort damklass.

## Vinnare
| År   | Herrar −180 cm     | Herrar +180 cm     | Damer −165 cm                       | Damer +165 cm                       | Plats     |
| ---- | ------------------ | ------------------ | ----------------------------------- | ----------------------------------- | --------- |
| 1995 |                    | Roddy Benjaminsson |                                     |                                     |           |
| 1996 |                    | Roddy Benjaminsson |                                     |                                     |           |
| 1997 |                    | Roddy Benjaminsson |                                     |                                     |           |
| 1998 |                    | Roddy Benjaminsson |                                     |                                     |           |
| 2002 | Magnus Wikinghjelm | Stefan Tunsäter    | Anna Larsson                        | Christel Hansson                    | Stockholm |
| 2003 | Martin Hanzel      | Hans Brandt        | Sophia Ahlin                        | Amélie Wejle                        | Västerås  |
| 2004 | Martin Hanzel      | Hans Brandt        | Viktoria Magnusson                  | Tina Trensmar                       | Västerås  |
| 2005 | Martin Hanzel      | Seth Ronland       | Anoma Marasinghe                    | Anna Bergli                         | Göteborg  |
| 2006 | Anders Tengvert    | Seth Ronland       | Maria Andersson                     | Amélie Wejle                        | Karlstad  |
| 2007 | Daniel Lindgren    | Jesper Näsström    | Maria Andersson (gemensam damklass) | Maria Andersson (gemensam damklass) | Karlstad  |
| 2008 | Johan Gustafsson   | Ako Rahim          | Maria Andersson                     | Anna Bergli                         | Karlstad  |
| 2009 | Kristian Sewén     | Dennis Jantell     | Anna Bergli (gemensam damklass)     | Anna Bergli (gemensam damklass)     | Säffle    |
| 2010 | Rookie Westin      | Ako Rahim          | Anna Bergli (gemensam damklass)     | Anna Bergli (gemensam damklass)     | Säffle    |
| 2011 | Kristian Sewén     | Ako Rahim          | Helena Forsén                       | Anna Bergli                         | Karlstad  |
| 2012 | Robert Berg        | Per Nedvall        | Jenny Wärn                          | Elin Widgren                        | Karlstad  |
| 2013 |                    |                    |                                     |                                     |           |
| 2014 |                    |                    |                                     |                                     |           |
| 2015 | Jim Kullenstjärna  | Roman Hassas       | Michaela Augustsson                 | Danijela Hodges                     | Alingsås  |
|      |                    |                    |                                     |                                     |           |